# Jocelyne N'Guessan
 (juillet 2023).
Jocelyne N'Guessan est une femme d'affaires franco-ivoirienne ayant travaillé tout au long de sa carrière au sein de la Société générale.

## Biographie

### Etudes
Après un baccalauréat scientifique, Jocelyne N'Guessan s'oriente vers des études de pharmaceutique. Elle se réoriente toutefois après deux ans et se tourne vers la finance. Elle est titulaire d'un diplôme d'études supérieures spécialisées en ingénierie financière (2005), d'un diplôme du Centre de formation de la profession bancaire Paris-Nanterre (2013), d'un MBA en hautes finances internationales de l'Institut de haute finance (2019) et d'un master 2 en économie-gestion, spécialité finance, hautes finances et management, de l'Institut d'administration des entreprises (université Paris 1 Panthéon-Sorbonne, 2019).

### Carrière
Elle commence sa carrière en 2009 à Abidjan auprès de la Société générale Côte d'Ivoire. Elle occupe dans un premier temps les fonctions de relationship manager – corporate banking avant d'être promue responsable du marché mines, énergies et infrastructures en 2015 puis au poste de directrice adjointe clientèle entreprises en 2018. Dans ce cadre, elle participe à des webinaires sur l'entrepeneuriat des femmes en Afrique et parraine des dons de livres pour enfants.
C'est en juillet 2021 que N'Guessan devient directrice générale de Société générale Togo, bien que la nouvelle ne paraisse dans la presse qu'en janvier 2022, une succursale de Société générale Bénin. A ce poste, elle a particulièrement la responsabilité d'accompagner les PME dans le cadre du Plan national de développement du Togo 2018-2022. Elle parraine « grain de mode », premier incubateur de mode ouest-africain.

## Distinctions
- 2015 : Trophée « Innovation Société Générale Africa Cup »[9]
- 2016 : Manager de l'année[évasif][9]
- 2016 et 2017 : Prix de la plus belle opération Corporate[9]
- 2023 : Parmi les 100 femmes les plus influentes d'Afrique du classement « sans elles »[10].